# Yves Robert
Yves Robert (Saumur, 21 de juny de 1920 - París, 10 de maig de 2002) va ser un actor, guionista, director i productor francès.

## Biografia
Va passar part de la seva infància en Pouancé. Sent adolescent va ser a París per a seguir la carrera d'actor, iniciant la mateixa amb petits papers no remunerats en diversos tallers teatrals de la ciutat. Per a mantenir-se es va ocupar en treballs diversos, com el de tipògraf en una impremta.
En 1943, en Lió, va entrar en la companyia teatral de Jean-Pierre Grenier i Olivier Hussenot. El seu debut com a actor teatral va ser brillant, participant en la creació de nombroses peces, entre elles La tête des autres, de Marcel Aymé, i Colombe, de Jean Anouilh. A més, va actuar en el gènere del cabaret actuant, entre altres locals, en el Cabaret La Rose Rouge. La seva activitat teatral li va valer el premi al millor actor el 1949.
En 1949 va debutar al cinema amb un paper de repartiment al film Les Dieux du dimanche. Pocs anys més tard, Robert escrivia guions, dirigia i produïa. Va rodar el seu primer curtmetratge en 1951 amb Claude Sautet com a ajudant, i en 1958 va dirigir Ni vu ni connu, amb una de les primeres actuacions de Louis de Funès en un primer paper. Com a director, Yves Robert va rodar diverses comèdies d'èxit per a les quals ell havia escrit el guió. La seva pel·lícula de 1962 La Guerre des boutons li va valer el Premi Jean Vigo. En 1972 va rodar Le grand blond avec une chaussure noire, pel·lícula amb la qual va guanyar l'Os de Plata del 23è Festival Internacional de Cinema de Berlín de 1973. El 1976 Un éléphant ça trompe énormément li va donar fama internacional. En 1977 va dirigir una altra comèdia, Nous irons tous au paradis, que va ser nominada al César a la millor pel·lícula. En 1990 Robert va dirigir dues pel·lícules dramàtiques, Le château de ma mère i La glòria del meu pare. asades en novel·les de Marcel Pagnol, ambdues van ser votades com a "Millor Pel·lícula" al Festival Internacional de Cinema de Seattle.
Com a productor, i en associació amb el seu amic Gilbert de Goldschmidt, va presentar a França les obres de Monty Python. Gran descobridor de talents, va contribuir al reconeixement d'actors de la talla de Louis de Funès, Pierre Richard i Anny Duperey.
Robert també s'encarregava de la música de les seves pel·lícules, composta en tretze ocasions per Vladimir Cosma, músic que va compondre la seva primera banda sonora per a Robert. Al llarg de la seva filmografia va ser el responsable de molts grans èxits musicals francesos, com per exemple la composició de flauta de Pan interpretada per Gheorghe Zamfir a Le Grand Blond avec une Chaussure Noire o Les Copains d'abord, peça composta per Georges Brassens per Les Copains.

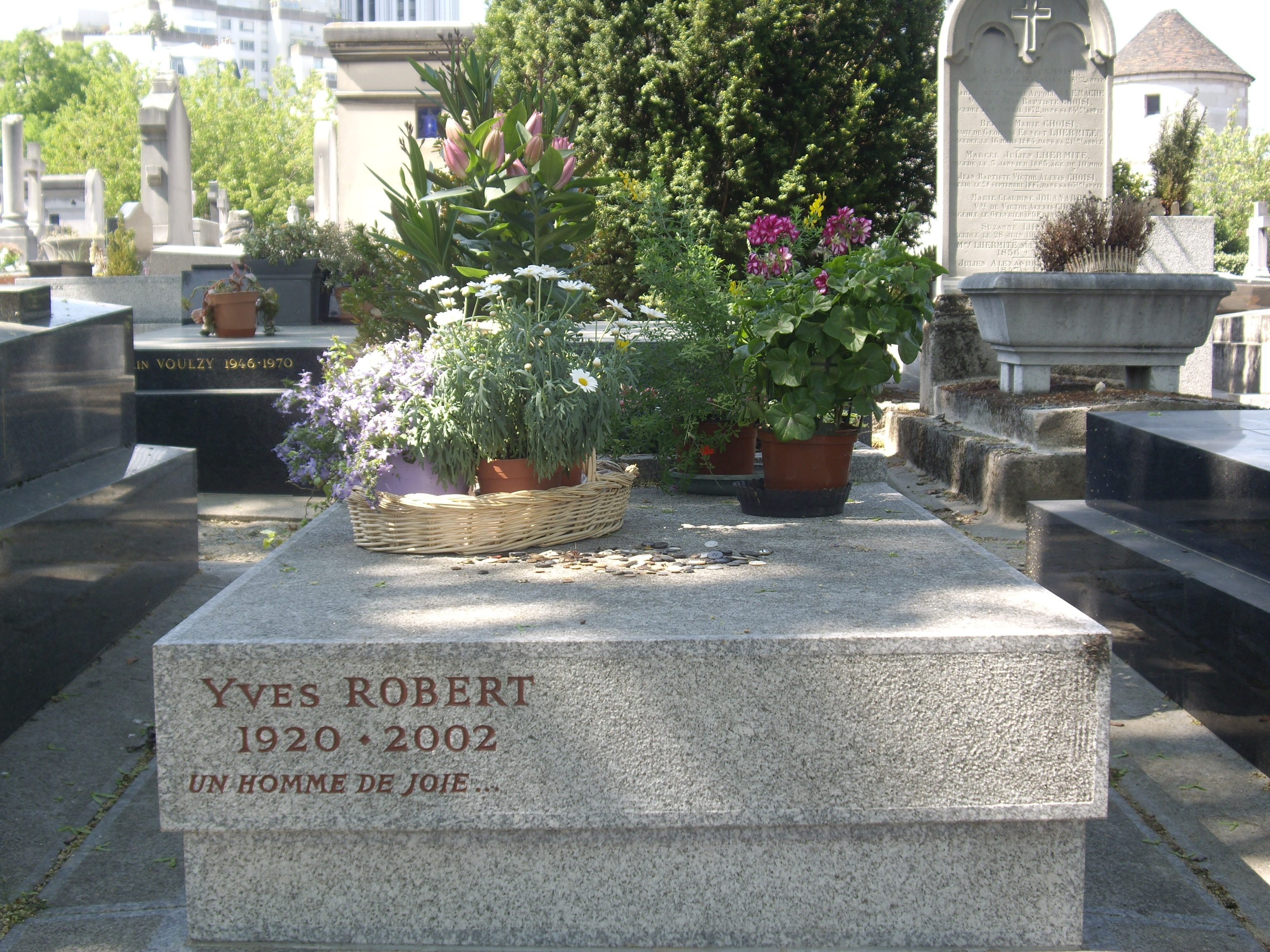
Tomba d' Yves Robert, al Cementiri de Montparnasse.

Al llarg de la seva carrera Yves Robert va dirigir vint-i-tres llargmetratges, va escriure un mateix nombre de guions, i va actuar en més de 75 pel·lícules.
Després d'un primer matrimoni i el naixement de dos fills, Anne i Jean-Denis Robert, va viure, a partir de 1948, amb l'actriu Rosy Varte, a la qual va conèixer en la companyia teatral de Grenier i Hussenot. En 1956 Robert es va casar amb l'actriu Danièle Delorme, fundant amb ella una companyia productora cinematogràfica, La Guéville. La parella va romandre unida fins a la mort del cineasta, ocorreguda en París al maig de 2002 a causa d'una hemorràgia cerebral. Va ser enterrat al Cementiri de Montparnasse.

## Filmografia

### Director

#### Curtmetratges
- 1951: Les Bonnes Manières
- 1951: Fernand cherche du boulot

#### Llargmetratges
- 1954: Les Hommes ne pensent qu'à ça (també actor i productor)
- 1958: Ni vu... Ni connu... (també actor i guionista)
- 1959: Signat Arsène Lupin (també actor i guionista)
- 1960: La Famille Fenouillard (també actor i guionista)
- 1961: La Guerre des boutons (també productor i guionista) (Premi Jean Vigo 1962)
- 1963: Bébert et l'Omnibus (també productor)
- 1964: Les Copains (també productor)
- 1965: Monnaie de singe (també guionista)
- 1967: Alexandre le bienheureux (també guionista i productor executiu)
- 1969: Clérambard (també productor i guionista)
- 1972: Le Grand Blond avec une chaussure noire (també actor i productor)
- 1973: Salut l'artiste (també actor i guionista)
- 1974: Le Retour du grand blond (també actor i productor)
- 1976: Un éléphant ça trompe énormément (també productor i guionista)
- 1977: Nous irons tous au paradis (també productor i guionista)
- 1979: Courage, fuyons (també productor i guionista)
- 1984: Le Jumeau (també actor i guionista)
- 1990: La glòria del meu pare (també guionista)
- 1990: Le Château de ma mère (també guionista)
- 1991: Le Bal des casse-pieds (també guionista)
- 1993: Montparnasse-Pondichéry (també actor i guionista)

#### Televisió
- 1986: L'Eté 36, dos episodis per France 2

### Guionista, adaptador
- 1956: Bonjour sourire, de Claude Sautet (únicament coadaptador)
- 1971: Les Malheurs d'Alfred, de Pierre Richard (també actor i productor)
- 1985: The Man with One Red Shoe, de Stan Dragoti

### Productor
- 1970: Le Distrait, de Pierre Richard
- 1974: Que la fête commence, de Bertrand Tavernier
- 1976: Le Plein de super, de Alain Cavalier
- 1977: Les Petits Câlins, de Jean-Marie Poiré
- 1978: La Drôlesse, de Jacques Doillon
- 1978: La Femme qui pleure, de Jacques Doillon
- 1981: Qu'est-ce qui fait courir David ?, de Elie Chouraqui
- 1988: Fréquence meurtre, de Élisabeth Rappeneau
- 1995: Sortez des rangs, de Jean-Denis Robert
- 1999: Himalaya, l'enfance d'un chef, de Éric Valli
- 2001: Le Peuple migrateur, de Jacques Perrin i Jacques Cluzaud

### Actor
- 1948: Les Dieux du dimanche, de René Lucot
- 1950: Trois télégrammes, de Henri Decoin
- 1950: Juliette ou la Clé des songes, de Marcel Carné
- 1950: Le Tampon du Capiston, de Maurice Labro
- 1951: La Rose rouge, de Marcello Pagliero
- 1951: Bibi Fricotin, de Marcel Blistène
- 1951: Deux sous de violettes, de Jean Anouilh
- 1952: Suivez cet homme, de Georges Lampin
- 1953: Virgile, de Carlo Rim
- 1954: L'honneur est sauf, de Édouard Molinaro
- 1955: Escalier de service, de Carlo Rim
- 1955: Futures Vedettes, de Marc Allégret
- 1955: Les Grandes Manœuvres, de René Clair
- 1955: Les Mauvaises Rencontres, de Alexandre Astruc
- 1956: Les Truands, de Carlo Rim
- 1956: La Terreur des dames, de Jean Boyer
- 1956: Folies-Bergère, de Henri Decoin
- 1957: Les femmes sont marrantes, d'André Hunebelle
- 1958: Le Petit Prof, de Carlo Rim
- 1959: Nina, de Jean Boyer
- 1959: La Jument verte, de Claude Autant-Lara
- 1960: La Mort de Belle, de Édouard Molinaro
- 1960: La Française et l'Amour, de René Clair
- 1960: La Brune que viola, de Robert Lamoureux
- 1962: Cleo de 5 a 7, de Agnès Varda
- 1962: Le Pèlerinage, de Jean L'Hôte
- 1963: Chemins de Paris, de Raymond Letouzey
- 1965: La Communale, de Jean L'Hôte
- 1966: Rey de Corazones, de Philippe de Broca
- 1967: Un idiot à Paris, de Serge Korber
- 1967: Le Mois le plus beau, de Guy Blanc
- 1969: Le Pistonné, de Claude Berri
- 1970: Le Cri du cormoran le soir au-dessus des jonques, de Michel Audiard
- 1970: Le Cinéma de papa, de Claude Berri
- 1970: Le Distrait, de Pierre Richard
- 1970: Le Voyou, de Claude Lelouch
- 1971: Les Malheurs d'Alfred, de Pierre Richard
- 1972: Le Viager, de Pierre Tchernia
- 1972: L'Aventure c'est l'aventure, de Claude Lelouch
- 1972: Chère Louise, de Philippe de Broca
- 1972: Absences répétées, de Guy Gilles
- 1973: La Grande Paulette, de Gérard Calderon
- 1973: La Raison du plus fou, de François Reichenbach
- 1974: Section spéciale, de Costa-Gavras
- 1974: Trop c'est trop, de Didier Kaminka
- 1975: El jutge i l'assassí, de Bertrand Tavernier
- 1976: Le petit Marcel, de Jacques Fansten
- 1978: Le Rose et le Blanc, de Robert Pansard-Besson
- 1979: Ils sont grands, ces petits, de Joël Santoni
- 1980: Femme entre chien et loup, d'André Delvaux
- 1980: Un mauvais fils, de Claude Sautet
- 1983: Vive la sociale, de Gérard Mordillat
- 1983: Garçon !, de Claude Sautet
- 1985: Billy Ze Kick, de Gérard Mordillat
- 1986: Le Débutant, de Daniel Janneau
- 1988: Cher frangin, de Gérard Mordillat
- 1989: Le Crime d'Antoine, de Marc Rivière
- 1992: La Crise, de Coline Serreau
- 1995: Le Nez au vent, de Dominique Guerrier
- 1995: Sortez des rangs, de Jean-Denis Robert
- 1998: Disparus, de Gilles Bourdos